# Eudosso (poeta comico)
Eudosso (Eudoxus, Εὔδοξος) (Sicilia, ... – ...; fl. IV-III secolo a.C.) è stato un poeta e commediografo siceliota attivo ad Atene come esponente della Commedia nuova, tra il IV e III secolo a.C..

## Biografia
Di lui non si conosce quasi nulla se non quanto riferito da Diogene Laerzio che riporta una informazione data da Apollodoro di Artemita. Era nato in Sicilia ed era figlio di un certo Agatocle. Con le sue poesie vinse otto gare, tre nelle Dionisie e cinque nelle Lenee, feste religiose che si tenevano ad Atene tra marzo e aprile le prime, molto più importanti, e in febbraio le seconde.